# Viktor Arnar Ingólfsson
Viktor Arnar Ingólfsson (* 12. dubna 1955, Akureyri) je islandský spisovatel detektivních románů.
Má diplom v oboru stavebnictví a přes dvacet let působil ve správě komunikací. Psaní knih bylo pro něj zpočátku pouhým koníčkem, průlomem v jeho tvorbě byl až jeho třetí román z roku 1998. Nyní žije v Reykjavíku, je ženatý a má dceru i nevlastní dceru.
Podle jeho příběhů natočil islandský režisér Björn Br. Björnsson roku 2008 televizní seriál Mannaveiðar.

## Dílo
- Dauðasök 1978
- Heitur snjór 1982
- Engin spor (1998, Dům beze stop),
- Flateyjargáta (2002, Záhada ostrova Flatey),
- Afturelding (2005, Před úsvitem),
- Sólstjakar (2009, Pozdní pokání).

## Česká vydání
- Před úsvitem, MOBA, Brno 2008, přeložil František Ryčl,
- Záhada ostrova Flatey, MOBA, Brno 2009, přeložil František Ryčl,
- Dům beze stopy, MOBA, Brno 2010, přeložil František Ryčl,
- Pozdní pokání, MOBA, Brno 2011, přeložil František Ryčl.